# Friedrich Hertlein
Friedrich Hertlein (* 4. April 1865 in Lehrensteinsfeld; † 26. Oktober 1929 in Cannstatt) war ein deutscher Archäologe, Prähistoriker und Pädagoge in Heidenheim an der Brenz.

## Leistungen
Hertlein war Pionier in der wissenschaftlichen Dokumentation der Provinzialrömischen Geschichte im heutigen Baden-Württemberg. So widmete er sich der Erforschung der Römerstraßen und Wehranlagen des Römischen Württemberg. Das von ihm mit Oscar Paret und Peter Goessler verfasste, 1928 bis 1932 erschienene dreibändige Werk Die Römer in Württemberg gilt als Standardwerk der Archäologie in Südwestdeutschland und dient noch heute als Referenz. Goessler war ihm von der gemeinsamen Zeit als Lehrer an der Lateinschule in Esslingen am Neckar, dem heutigen Georgii-Gymnasium, bekannt.

## Werke

### Monographien (Auswahl)
- Die Jupitergigantensäulen. Schweizerbart, Stuttgart 1910.
- Die Altertümer des Oberamts Heidenheim. (Die Altertümer im Königreich Württemberg, Heft 2: Jagstkreis, Oberamt Heidenheim).  Schreiber, Esslingen 1912.
- Das Kastell Oberdorf am Ipf. (Der obergermanisch-raetische Limes des Roemerreiches, Abt. B, 67b). Petters, Heidelberg 1915.
- Die Geschichte der Besetzung des römischen Württembergs. in: Friedrich Hertlein, Oscar Paret, Peter Goessler (Hrsg.): Die Römer in Württemberg. Band 1. Kohlhammer, Stuttgart 1928.
- Die Straßen und Wehranlagen des römischen Württembergs. in: Friedrich Hertlein, Oscar Paret, Peter Goessler (Hrsg.): Die Römer in Württemberg. Band 2. Kohlhammer, Stuttgart 1930.

### Aufsätze (Auswahl)
- in: Fundberichte aus Schwaben. Herausgegeben vom Württembergischen Altertumsverein, später Gesellschaft für Vor- und Frühgeschichte Württembergs und Hohenzollern. Schweizerbart, Stuttgart seit 1893.
- in: Korrespondenzblatt des Gesamtvereins der deutschen Geschichts- und Altertumsvereine. Mittler, Berlin 1852–1934
- in: Bericht der Römisch-Germanischen Kommission. Baer, später Zabern, Frankfurt am Main, später Mainz, seit 1904.
- Die Eigenart vorgeschichtlicher Wege. In: Württembergische Studien. Festschrift zum 70. Geburtstag von Professor Eugen Nägele. Silberburg-Verlag, Stuttgart 1926, S. 163–176.